# Саждево
Саждево (мкд. Саждево) је насеље у Северној Македонији, у западном делу државе. Саждево припада општини Крушево.

## Географија
Насеље Саждево је смештено у западном делу Северне Македоније. Од најближег већег града, Прилепа, насеље је удаљено 35 km северозападно.
Саждево се налази на северозападном ободу Пелагоније, највеће висоравни Северне Македоније. Насеље је положено у источном подножју Бушеве планине, док се југоисточно од насеља пружа поље. Надморска висина насеља је приближно 670 метара.
Клима у насељу је континентална.

## Становништво
По попису становништва из 2002. године Саждево је имало 393 становника.
Претежно становништво у насељу су Турци (53%), док су у мањини Албанци (47%).
Већинска вероисповест у насељу је ислам.